# Oenas (geslacht)
Oenas is een geslacht van kevers uit de familie oliekevers (Meloidae).
Het geslacht is voor het eerst wetenschappelijk beschreven in 1802 door Latreille.

## Soorten
Het geslacht omvat de volgende soorten:
- Oenas afer (Linnaeus, 1767)
- Oenas bicolor Laporte, 1840
- Oenas brevicollis Abeille de Perrin, 1880
- Oenas crassicornis (Illiger, 1800)
- Oenas cribricollis Abeille de Perrin, 1880
- Oenas fusicornis Abeille de Perrin, 1880
- Oenas graecus Bologna, 1991
- Oenas laevicollis Abeille de Perrin, 1880
- Oenas melanura Erichson, 1843
- Oenas pseudafer Kaszab, 1951
- Oenas rubriceps Dvorák, 2004
- Oenas sericeus (A. G. Olivier, 1790)
- Oenas tarsensis Abeille de Perrin, 1880
- Oenas wilhelmsi Faldermann, 1832